# 趙明禄
趙 明禄（チョ・ミョンロク、1928年7月12日 - 2010年11月6日）は、朝鮮民主主義人民共和国の軍人・政治家。朝鮮民主主義人民共和国国防委員会第一副委員長、朝鮮人民軍総政治局長、朝鮮労働党政治局常務委員、同党中央委員会委員を歴任。朝鮮人民軍における最終階級は次帥。

## 経歴・人物
中華民国（当時）吉林省延吉出身。

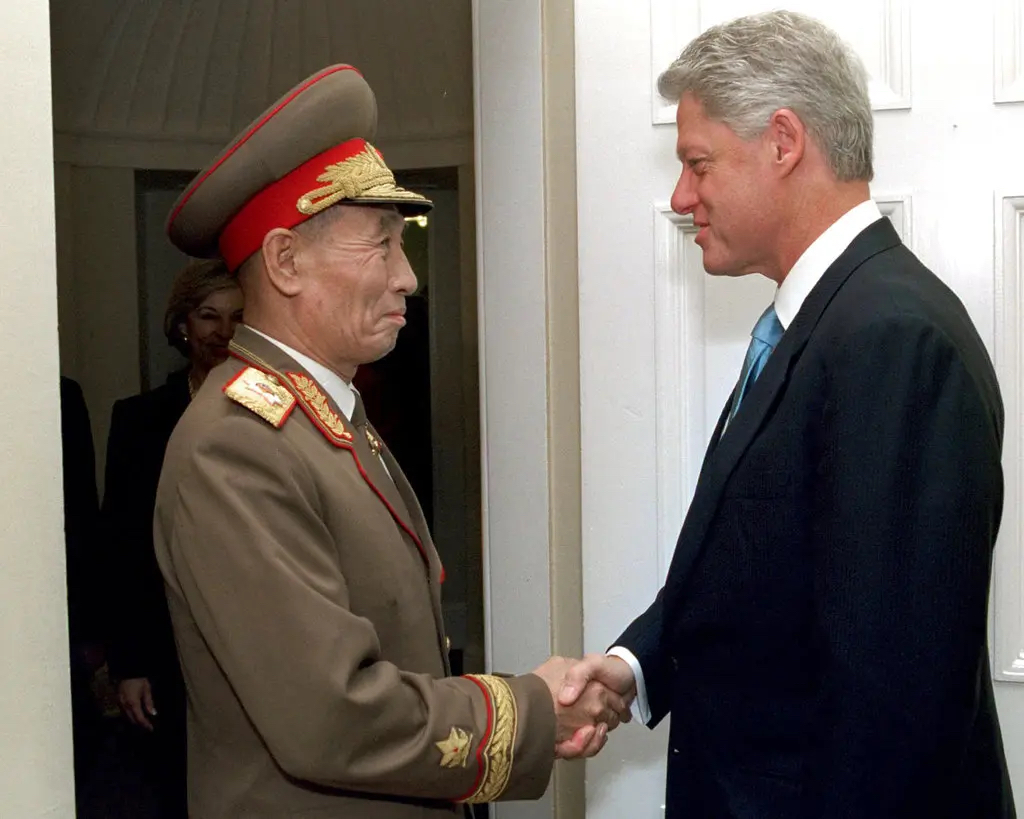
ホワイトハウスにてビル・クリントンと握手する趙明禄（2000年10月）

最高人民会議常任委員会委員長である金永南が政治上のナンバー2であるのに対し、趙明禄は軍事上のナンバー2とされた。朝鮮人民軍空軍出身。金日成の抗日パルチザン部隊に少年兵として参加した革命第一世代で、金正日の生母である金正淑に近かったこともあって金正日に信頼され、全てにおいて軍事事業が優先される「先軍政治」が行われるようになってからは、金正日の後見人として大いに発言権を増した。
保衛司令官元応煕とは親交が厚く、1992年に起こった北朝鮮クーデター陰謀事件の際には空軍将校数名を粛清から守った。
2000年に訪米した際、ベトナム戦争参戦を示す勲章を身に帯びていたので、同席したマデレーン・オルブライト国務長官を驚かせたという。
晩年は健康上の問題を抱え、闘病生活を送っているとされ、またフランスパリの病院で治療を受けたこともある。
軍事パレードの時には、常に金正日総書記の右隣にいたが、2010年9月28日の朝鮮労働党代表者会議や同年10月10日のパレードには姿を見せなかった。代表者会議では政治局常務委員に選出されたが、約1ヶ月後の11月6日に心臓病のため死去。82歳没。国葬では葬儀委員長に金正日自ら就任し、葬儀委員が100名を越える異例の扱いとなった。

## 経歴
- 1959年 - ソ連から帰国
- 1975年 - 少将。反航空部司令官
- 1977年10月 - 空軍司令官（中将）
- 1980年10月 - 労働党中央委員、軍事委員（第6次大会）
- 1982年2月 - 最高人民会議第7期代議員
- 1985年5月 - 空軍司令官（上将）。同代表団長としてユーゴ、東独、中国を訪問
- 1986年11月 - 最高人民会議第8期代議員
- 1990年4月 - 最高人民会議第9期代議員
- 1992年 - 大将
- 1994年1月 - イラン訪問
- 1994年7月 - 金日成国家葬儀委員会委員
- 1994年11月 - 空軍代表団を引率、キューバ訪問
- 1995年 - 人民軍総政治局局長
- 1995年2月 - 呉振宇国家葬儀委員会委員
- 1995年10月 -  次帥
- 1998年9月5日 - 国防委員会第一副委員長
- 2000年10月 - 金正日の特使資格で米国を訪問
- 2010年11月 - 死去